# 金秀瑶族自治县
金秀瑶族自治县是中国广西壮族自治区来宾市所辖的一个自治县，位于广西东部、大瑶山区。自治县縣政府駐金秀鎮。

## 历史沿革
唐属思唐州，宋改思明州，不久废置，明为著名的大藤峡瑶民聚集区，清分属永安、象两州及修仁、桂平、平南等县，民国划给桂平、平南、蒙山、荔浦、修仁、象县、武宣七县分辖。
1952年5月28日建立大瑶山瑶族自治区（县级），1955年改自治县，1966年改金秀瑶族自治县。

## 行政区划
金秀縣辖有3个镇、7个乡：
金秀镇、桐木镇、头排镇、三角乡、忠良乡、罗香乡、长垌乡、大樟乡、六巷乡和三江乡。

## 人口
根據第七次人口普查數據，截至2020年11月1日零時，金秀瑤族自治縣常住人口為130313人。

## 交通

### 公路
- 梧柳高速、 贺西高速、 323国道、 355国道。

## 特产
金秀绞股蓝：中国地理标志产品。